# رایت (فلوریدا)
رایت (به انگلیسی: Wright) یک منطقهٔ مسکونی در ایالات متحده آمریکا است که در شهرستان اوکالوسا، فلوریدا واقع شده‌است. رایت ۱۴٫۴ کیلومتر مربع مساحت و ۲۳٬۱۲۷ نفر جمعیت دارد و ۱۳ متر بالاتر از سطح دریا قرار دارد.